# Dinesh Kumar (bokser)
Dinesh Kumar (ur. 25 sierpnia 1988) − indyjski bokser, olimpijczyk z Pekinu (2008).

## Kariera amatorska
W 2004 został wicemistrzem Azji kadetów, rywalizując w kategorii do 66 kg. W finale przegrał z reprezentantem Kazachstanu Ermekiem Serikovem. Rok później uczestniczył w mistrzostwach świata kadetów, które rozgrywane były w Liverpoolu. Przegrał tam swoją pierwszą walkę z reprezentantem Azerbejdżanu Elnurem Əliyevem. W 2006 był uczestnikiem mistrzostw Azji juniorów oraz mistrzostw świta juniorów. We wrześniowych mistrzostwach świata przegrał w eliminacjach ze Szwedem Nasrim Potehem, a na mistrzostwach Azji juniorów zdobył brązowy medal w kategorii półciężkiej.
W marcu 2008 zdobył kwalifikacje olimpijskie w wadze półciężkiej, zostając wicemistrzem turnieju kwalifikacyjnego dla Azji. W lipcu 2008 dotarł do półfinału turnieju Chemistry Cup, rywalizując w kategorii półciężkiej. W półfinale pokonał go Niemiec Robert Woge. W sierpniu 2008 wystartował na igrzyskach olimpijskich w Pekinie, reprezentując Indie w kategorii półciężkiej. Udział zakończył już na swojej pierwszej walce, w której przegrał z Abdelhafidem Bencheblą. Na koniec roku 2008 zdobył brązowy medal w pucharze świata. Podczas turnieju pokonał w ćwierćfinale swojego rywala z igrzysk Abdelhafida Bencheblę, wygrywając na punkty (17:11). W półfinale przegrał z Rosjaninem Arturem Beterbijewem.
W lipcu 2009 zdobył brązowy medal na mistrzostwach Azji w Zhuhai City. W półfinale przegrał z Uzbekiem Elshodem Rasulovem. W tym samym roku był ćwierćfinalistą mistrzostw świata w Mediolanie. Rywalizację w kategorii półciężkiej rozpoczął od zwycięstwa nad Vladimirem Reznickiem, wygrywając z nim na punkty. W 1/8 finału pokonał Rumuna Constantina Bejenaru, a w walce o półfinał przegrał z Arturem Beterbijewem.
W marcu 2010 został złotym medalistą mistrzostw Wspólnoty Narodów w Nowe Delhi. W finale kategorii półciężkiej pokonał walkowerem Anglika Callum Johnsona. W tym samym roku został wicemistrzem igrzysk azjatyckich w Guangzhou. W finale przegrał z Uzbekiem Elshodem Rasulovem, ulegając mu na punkty (4:10).
W roku 2010 został laureatem nagrody Arjuna Award.